# 首经贸站
首经贸站是一个位于中国北京市丰台区新村街道首经贸北路、芳菲路交叉口，属于北京地铁10号线和房山线的地铁换乘站。
10号线部分于2012年12月30日随10号线二期开通运营，房山线部分于2020年12月31日随房山线北延段开通运营。

## 位置
首经贸站位于首经贸北路（东西向）与芳菲路（南北向）交口处，10号线车站位于路口西侧，呈东西向布置。房山线车站位于路口北侧，呈南北向布置。

## 结构
首经贸站为地下三层车站，其中包含房山线北延的预留节点。10号线为岛式站台设计，站台宽14米，工程全长490.8米。车站共设8个出入口。

### 车站楼层

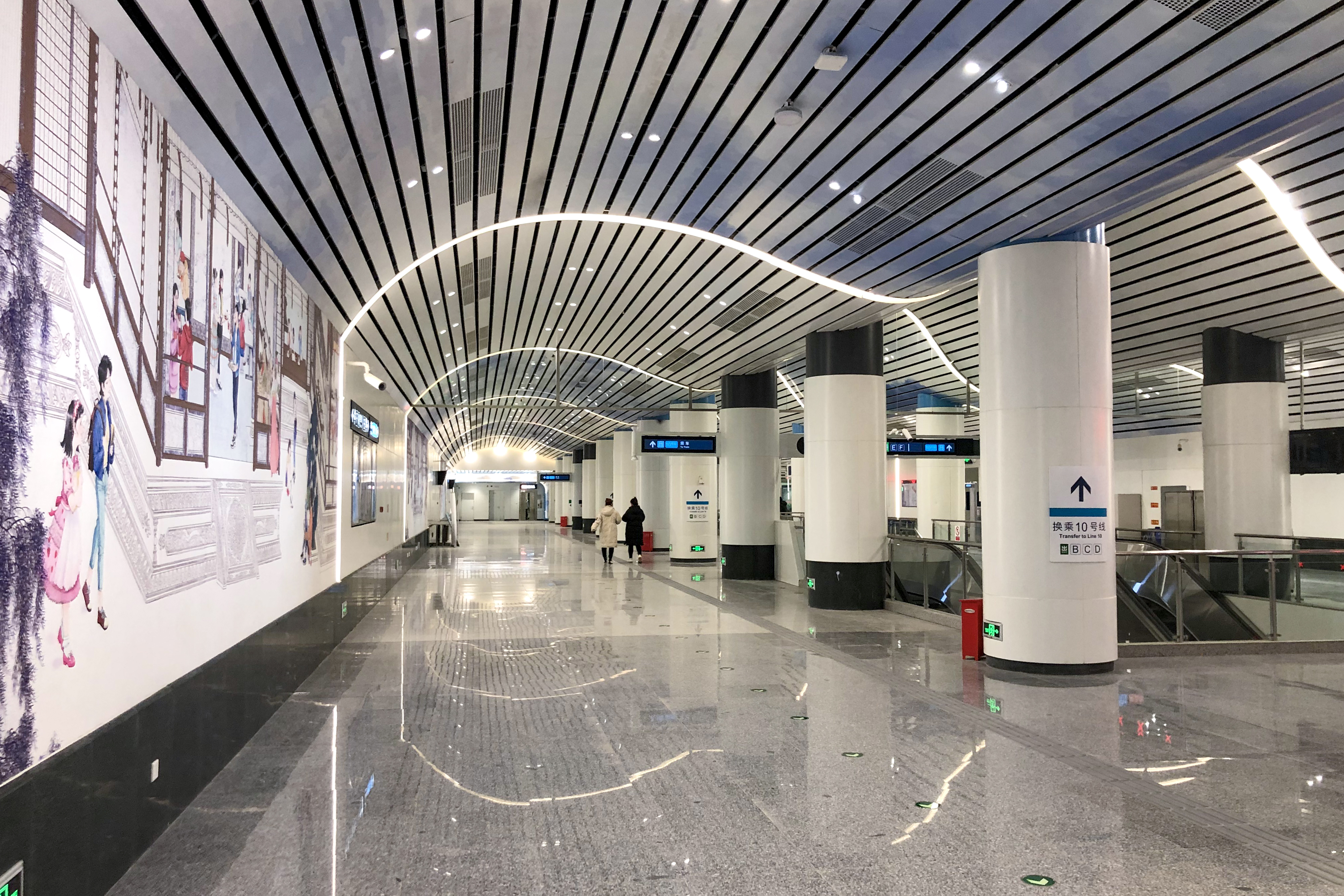
房山线站厅（2021年1月摄）

| 地面层                | 街道                         | B—F出入口                        |
| 地下一层 10号线站厅层 | 站厅                         | 客务中心、自动售票机、进出站闸机 |
| 地下三层 10号线站台层 |                              | █ 10号线内环（丰台站）           |
| 地下三层 10号线站台层 | 岛式站台，左側開门           |                                  |
| 地下三层 10号线站台层 | █ 10号线外环（纪家庙）       |                                  |
| 地下四层 房山线站厅层 | 站厅                         | 客务中心、自动售票机、进出站闸机 |
| 地下五层 房山线站台层 |                              | █ 房山线往东管头南（尽头站）     |
| 地下五层 房山线站台层 | 岛式站台，左側開门           |                                  |
| 地下五层 房山线站台层 | █ 房山线往阎村东（花乡东桥） |                                  |

### 站厅及换乘

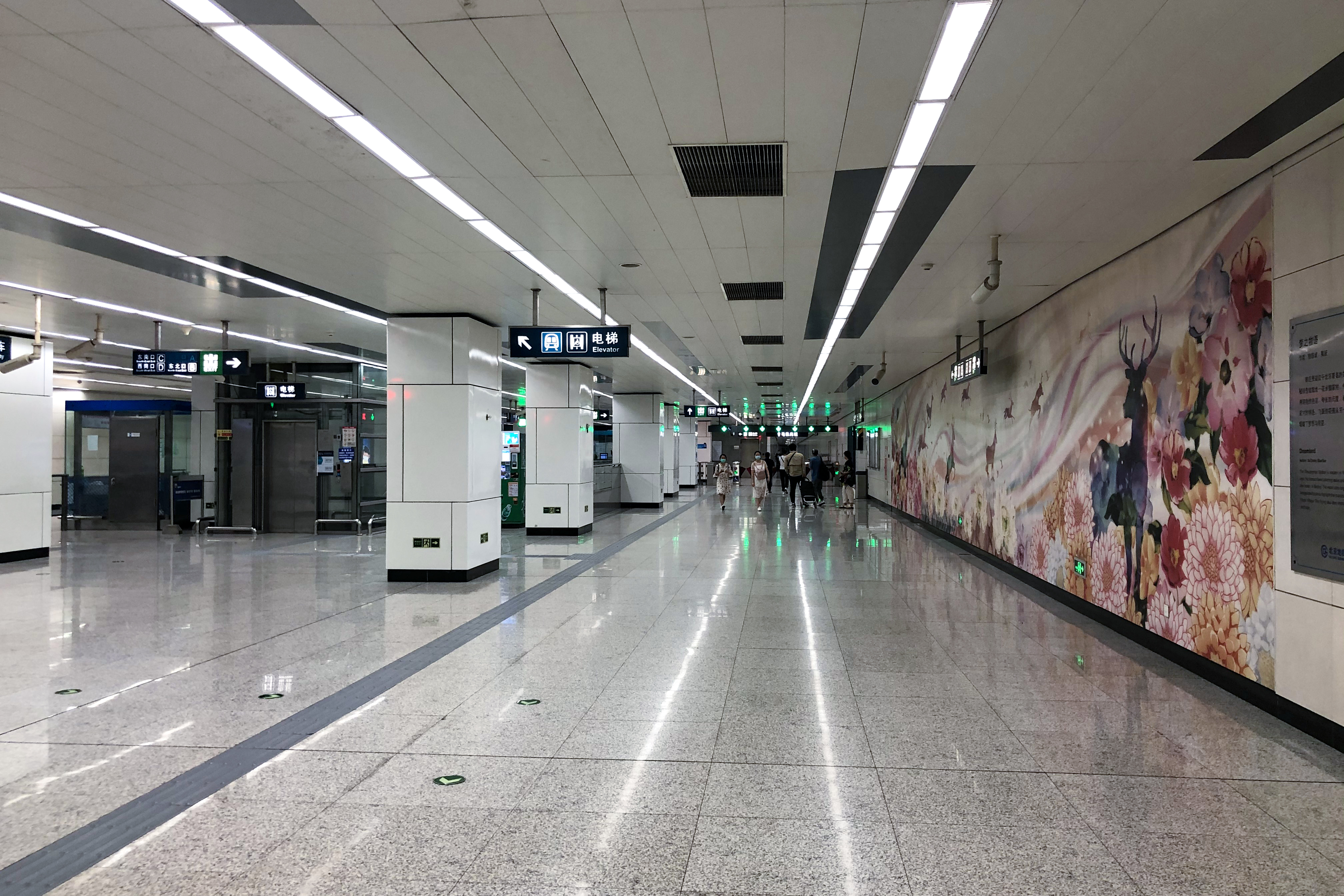
10号线大堂（2020年6月摄）

10号线站厅沿首经贸北路呈东西向布置，北侧为房山线与10号线的换乘通道口。房山线站厅沿芳菲路呈南北向布置，东面布置有三幅壁画，南侧则为通往上层10号线站厅的换乘通道，该通道仅限房山线换乘10号线单向使用，10号线换乘房山线则需从10号线站台东部的楼梯下行至房山线站台。10号线站厅内原先设置的壁画《梦之物语》则在房山线车站开通后被移至10号线换乘房山线的通道内。

### 站台
10号线首经贸站设有1座岛式站台，位于首经贸北路地底，东部为通往下层房山线站台的楼梯。房山线站台位于芳菲路地底，同样为岛式站台。10号线月台西端设有一条存车线，房山线月台南端设有一条单渡线。

## 出入口
|                       |                            |                  |      |            |
|                       |                            |                  |      |            |
| 编号                  | 指示                       | 建议前往的目的地 | 照片 | 无障碍设施 |
| 连通 10号线站厅       |                            |                  |      |            |
| 出口 · B · 升降机标志 | 芳菲路                     |                  |      |            |
| 出口 · C              | 芳菲路                     |                  |      | 不適用     |
| 出口 · D · 升降机标志 | 首经贸北路                 |                  |      |            |
| 连通 房山线站厅       |                            |                  |      |            |
| 出口 · E · 升降机标志 | 芳菲路（东侧）、首经贸北路 | 育菲园东里       |      |            |
| 出口 · F              | 芳菲路（西侧）、首经贸北路 | 万芳园一区       |      | 不適用     |
| 註： 設有             |                            |                  |      |            |